# Jennifer Stoddart
Pour les articles homonymes, voir Stoddart.
Jennifer Stoddart, née en 1949, est la sixième Commissaire à la protection de la vie privée du Canada.
Elle a obtenu une licence en droit civil à l'Université McGill ainsi qu'une maîtrise en histoire à l'Université du Québec à Montréal. Le 1er décembre 2003, elle a été nommée Commissaire à la protection de la vie privée par le Gouverneur général en conseil pour un mandat de sept ans. En décembre 2010, son mandat a été prolongé pour une durée de trois ans.
Elle représente le Canada à la Conférence internationale sur la protection de la vie privée et des données personnelles.
Spécialiste de l'histoire des femmes au Québec, elle est aussi connue comme coauteure de L'Histoire des femmes au Québec depuis quatre siècles, avec Micheline Dumont, Marie Lavigne et Michèle Stanton.